# Чаркови-Ґронд
Чаркови-Ґронд (пол. Czarkowy Grąd, нім. Worfengrund) — село в Польщі, у гміні Щитно Щиценського повіту Вармінсько-Мазурського воєводства.
Населення — 84 особи (2011).
У 1975-1998 роках село належало до Ольштинського воєводства.

## Демографія
Демографічна структура станом на 31 березня 2011 року:
|          | Загалом | Допрацездатний вік | Працездатний вік | Постпрацездатний вік |
| -------- | ------- | ------------------ | ---------------- | -------------------- |
| Чоловіки | 44      | 12                 | 29               | 3                    |
| Жінки    | 40      | 10                 | 27               | 3                    |
| Разом    | 84      | 22                 | 56               | 6                    |